# Stazioni ferroviarie del Giappone (O-P)
| Stazioni ferroviarie del Giappone | Stazioni ferroviarie del Giappone | Stazioni ferroviarie del Giappone | Stazioni ferroviarie del Giappone | Stazioni ferroviarie del Giappone | Stazioni ferroviarie del Giappone | Stazioni ferroviarie del Giappone | Stazioni ferroviarie del Giappone | Stazioni ferroviarie del Giappone | Stazioni ferroviarie del Giappone | Stazioni ferroviarie del Giappone | Stazioni ferroviarie del Giappone | Stazioni ferroviarie del Giappone | Stazioni ferroviarie del Giappone | Stazioni ferroviarie del Giappone | Stazioni ferroviarie del Giappone | Stazioni ferroviarie del Giappone | Stazioni ferroviarie del Giappone | Stazioni ferroviarie del Giappone | Stazioni ferroviarie del Giappone | Stazioni ferroviarie del Giappone |
| --------------------------------- | --------------------------------- | --------------------------------- | --------------------------------- | --------------------------------- | --------------------------------- | --------------------------------- | --------------------------------- | --------------------------------- | --------------------------------- | --------------------------------- | --------------------------------- | --------------------------------- | --------------------------------- | --------------------------------- | --------------------------------- | --------------------------------- | --------------------------------- | --------------------------------- | --------------------------------- | --------------------------------- |
| A                                 | B                                 | C                                 | D                                 | E                                 | F                                 | G                                 | H                                 | I                                 | J                                 | KL                                | M                                 | N                                 | OP                                | R                                 | S                                 | T                                 | U                                 | W                                 | Y                                 | Z                                 |

## Lista delle stazioni

### Oa - Of
| Stazione di Ōada                  | 大阿太駅（おおあだ）                           |
| Stazione di Ōami                  | 大網駅（おおあみ）                             |
| Stazione di Ōarai                 | 大洗駅（おおあらい）                           |
| Stazione di Ōasa                  | 大麻駅（おおあさ）                             |
| Stazione di Ōasō                  | 大麻生駅（おおあそう）                         |
| Stazione di Ōbaku                 | 黄檗駅（おうばく）                             |
| Stazione di Obama                 | 小浜駅（おばま）                               |
| Stazione di Ōbaneen               | 大羽根園駅（おおばねえん）                     |
| Stazione di Obara                 | 小原駅（おばら）                               |
| Stazione di Ōbara                 | 大原駅 (広島県)（おおばら）                    |
| Stazione di Ōbarino               | 大張野駅（おおばりの）                         |
| Stazione di Obase-Nishikōdai-mae  | 小波瀬西工大前駅（おばせにしこうだいまえ）     |
| Stazione di Obasute               | 姨捨駅（おばすて）                             |
| Stazione di Obata (Aichi)         | 小幡駅（おばた）                               |
| Stazione di Obata (Mie)           | 小俣駅 (三重県)（おばた）                      |
| Stazione di Ōbatake               | 大畠駅（おおばたけ）                           |
| Stazione di Obataryokuchi         | 小幡緑地駅（おばたりょくち）                   |
| Stazione di Obayashi              | 小林駅 (兵庫県)（おばやし）                    |
| Stazione di Obi                   | 飫肥駅（おび）                                 |
| Stazione di Obihiro               | 帯広駅（おびひろ）                             |
| Stazione di Obiori                | 帯織駅（おびおり）                             |
| Stazione di Obitoke               | 帯解駅（おびとけ）                             |
| Stazione di Obitsu                | 小櫃駅（おびつ）                               |
| Stazione di Ōboke                 | 大歩危駅（おおぼけ）                           |
| Stazione di Oboro                 | 尾幌駅（おぼろ）                               |
| Stazione di Ōbu                   | 大府駅（おおぶ）                               |
| Stazione di Ōbuke                 | 大更駅（おおぶけ）                             |
| Stazione di Ōbukuro               | 大袋駅（おおぶくろ）                           |
| Stazione di Obuse                 | 小布施駅（おぶせ）                             |
| Stazione di Obusuma               | 男衾駅（おぶすま）                             |
| Stazione di Ochanomizu            | 御茶ノ水駅（おちゃのみず）                     |
| Stazione di Ōchi                  | 相知駅（おうち）                               |
| Stazione di Ochiai (Hokkaido)     | 落合駅 (北海道)（おちあい）                    |
| Stazione di Ochiai (Tokyo)        | 落合駅 (東京都)（おちあい）                    |
| Stazione di Ochiaigawa            | 落合川駅（おちあいがわ）                       |
| Stazione di Ochiai-Minaminagasaki | 落合南長崎駅（おちあいみなみながさき）         |
| Stazione di Ochii                 | 落居駅（おちい）                               |
| Stazione di Ochiishi              | 落石駅（おちいし）                             |
| Stazione di Ōda (Kumamoto)        | 網田駅（おうだ）                               |
| Stazione di Ōda (Mie)             | 麻生田駅（おうだ）                             |
| Stazione di Oda (Okayama)         | 小田駅 (岡山県)（おだ）                        |
| Stazione di Oda (Shimane)         | 小田駅 (島根県)（おだ）                        |
| Stazione di Odabuchi              | 小田渕駅（おだぶち）                           |
| Stazione di Odai                  | 小台駅（おだい）                               |
| Stazione di Ōdai                  | 大平駅（おおだい）                             |
| Stazione di Odaiba-kaihinkōen     | お台場海浜公園駅（おだいばかいひんこうえん）   |
| Stazione di Ōdaka                 | 大高駅（おおだか）                             |
| Stazione di Ōdaka                 | 小高駅（おだか）                               |
| Stazione di Odakyū Nagayama       | 小田急永山駅（おだきゅうながやま）             |
| Stazione di Odakyū Sagamihara     | 小田急相模原駅（おだきゅうさがみはら）         |
| Stazione di Odakyū Tama Center    | 小田急多摩センター駅（おだきゅうたませんたー） |
| Stazione di Ōdara                 | 大多羅駅（おおだら）                           |
| Stazione di Ōdashi                | 大田市駅（おおだし）                           |
| Stazione di Ōdate                 | 大館駅（おおだて）                             |
| Stazione di Odawara               | 小田原駅（おだわら）                           |
| Stazione di Ōdomari               | 大泊駅（おおどまり）                           |
| Stazione di Ōdomi                 | 大富駅（おおどみ）                             |
| Stazione di Ōdōri                 | 大通駅（おおどおり）                           |
| Stazione di Odoriba               | 踊場駅（おどりば）                             |
| Stazione di Ōdoro                 | 大土呂駅（おおどろ）                           |
| Stazione di Ōdose                 | 大戸瀬駅（おおどせ）                           |
| Stazione di Ōdōtsu                | 大堂津駅（おおどうつ）                         |
| Stazione di Oe                    | 小江駅（おえ）                                 |
| Stazione di Ōe (Aichi)            | 大江駅 (愛知県)（おおえ）                      |
| Stazione di Ōe (Kyoto)            | 大江駅 (京都府)（おおえ）                      |
| Stazione di Ōebashi               | 大江橋駅（おおえばし）                         |
| Stazione di Ōe-Yamaguchi-naiku    | 大江山口内宮駅（おおえやまぐちないく）         |
| Stazione di Ōe-kōkōmae            | 大江高校前駅（おおえこうこうまえ）             |
| Stazione di Oezuka                | 麻植塚駅（おえづか）                           |
| Stazione di Ofuku                 | 於福駅（おふく）                               |
| Stazione di Ōfuna                 | 大船駅（おおふな）                             |
| Stazione di Ōfunato               | 大船渡駅（おおふなと）                         |

### Og - Oj
| Stazione di Oga                  | 男鹿駅（おが）                           |
| Stazione di Ōga                  | 大神駅（おおが）                         |
| Stazione di Ōgaki                | 大垣駅（おおがき）                       |
| Stazione di Ogakie               | 小垣江駅（おがきえ）                     |
| Stazione di Ōgane                | 大金駅（おおがね）                       |
| Stazione di Ogase                | 苧ヶ瀬駅（おがせ）                       |
| Stazione di Ogata (Akita)        | 小ヶ田駅（おがた）                       |
| Stazione di Ogata (Oita)         | 緒方駅（おがた）                         |
| Stazione di Ōgata                | 大形駅（おおがた）                       |
| Stazione di Ogawa (Kumamoto)     | 小川駅 (熊本県)（おがわ）                |
| Stazione di Ogawa (Tokyo)        | 小川駅 (東京都)（おがわ）                |
| Stazione di Ogawa (Aichi)        | 緒川駅（おがわ）                         |
| Stazione di Ogawagō              | 小川郷駅（おがわごう）                   |
| Stazione di Ogawakōkō-shita      | 小川高校下駅（おがわこうこうした）       |
| Stazione di Ogawamachi (Saitama) | 小川町駅 (埼玉県)（おがわまち）          |
| Stazione di Ogawamachi (Tokyo)   | 小川町駅 (東京都)（おがわまち）          |
| Stazione di Ōgawara              | 大河原駅 (宮城県)（おおがわら）          |
| Stazione di Ogi                  | 小城駅（おぎ）                           |
| Stazione di Ōgi (Hyōgo)          | 青木駅（おおぎ）                         |
| Stazione di Ōgi (Saga)           | 大木駅（おおぎ）                         |
| Stazione di Ogifushi             | 荻伏駅（おぎふし）                       |
| Stazione di Ogikawa              | 荻川駅（おぎかわ）                       |
| Stazione di Ogikubo              | 荻窪駅（おぎくぼ）                       |
| Stazione di Ōgimachi (Kanagawa)  | 扇町駅 (神奈川県)（おうぎまち）          |
| Stazione di Ōgimachi (Osaka)     | 扇町駅 (大阪府)（おうぎまち）            |
| Stazione di Ogino (Fukushima)    | 荻野駅（おぎの）                         |
| Stazione di Ogino (Toyama)       | 荻布駅（おぎの）                         |
| Stazione di Oginojō              | 小木ノ城駅（おぎのじょう）               |
| Stazione di Ōgi-ōhashi           | 扇大橋駅（おうぎおおはし）               |
| Stazione di Ōgita                | 扇田駅（おうぎた）                       |
| Stazione di Ogitsu               | 小木津駅（おぎつ）                       |
| Stazione di Ōgo                  | 大胡駅（おおご）                         |
| Stazione di Ōgoe                 | 大越駅（おおごえ）                       |
| Stazione di Ogōri                | 小郡駅（おごおり）                       |
| Stazione di Ogose                | 越生駅（おごせ）                         |
| Stazione di Ogoso                | 小古曽駅（おごそ）                       |
| Stazione di Ogoto-onsen          | 雄琴温泉駅（おごとおんせん）             |
| Stazione di Ōguchi               | 大口駅（おおぐち）                       |
| Stazione di Oguni                | 小国駅 (おぐに)                          |
| Stazione di Ogura                | 小倉駅 (京都府)（おぐら）                |
| Stazione di Oguradai             | 小倉台駅（おぐらだい）                   |
| Stazione di Ogushigō             | 小串郷駅（おぐしごう）                   |
| Stazione di Ogyū                 | 荻生駅（おぎゅう）                       |
| Stazione di Ohanabatake          | 御花畑駅（おはなばたけ）                 |
| Stazione di Ohanajaya            | お花茶屋駅（おはなぢゃや）               |
| Stazione di Ōhara (Chiba)        | 大原駅 (千葉県)（おおはら）              |
| Stazione di Ōhara (Okayama)      | 大原駅 (岡山県)（おおはら）              |
| Stazione di Ōhashi               | 大橋駅 (福岡県)（おおはし）              |
| Stazione di Ōhiradai             | 大平台駅（おおひらだい）                 |
| Stazione di Ōhirashita           | 大平下駅（おおひらした）                 |
| Stazione di Ōhirota              | 大広田駅（おおひろた）                   |
| Stazione di Ōhito                | 大仁駅（おおひと）                       |
| Stazione di Ōho                  | 大保駅（おおほ）                         |
| Stazione di Ōhori                | 大堀駅（おおほり）                       |
| Stazione di Ōhorikōen            | 大濠公園駅（おおほりこうえん）           |
| Stazione di Ōichi                | 太市駅（おおいち）                       |
| Stazione di Oikawa               | 笈川駅（おいかわ）                       |
| Stazione di Ōi Keibajō-mae       | 大井競馬場前駅（おおいけいばじょうまえ） |
| Stazione di Ōike Ikoinomori      | 大池いこいの森駅（おおいけいこいのもり） |
| Stazione di Ōikeyūen             | 大池遊園駅（おいけゆうえん）             |
| Stazione di Ōimachi              | 大井町駅（おおいまち）                   |
| Stazione di Oirase               | 追良瀬駅（おいらせ）                     |
| Stazione di Ōishi                | 大石駅（おおいし）                       |
| Stazione di Ōishida              | 大石田駅（おおいしだ）                   |
| Stazione di Ōiso                 | 大磯駅（おおいそ）                       |
| Stazione di Ōita                 | 大分駅（おおいた）                       |
| Stazione di Ōita-daigaku-mae     | 大分大学前駅（おおいただいがくまえ）     |
| Stazione di Ōitai                | 大板井駅（おおいたい）                   |
| Stazione di Oitama               | 置賜駅（おいたま）                       |
| Stazione di Oitsu                | 老津駅（おいつ）                         |
| Stazione di Ōiwa                 | 大岩駅（おおいわ）                       |
| Stazione di Oiwake (Akita)       | 追分駅 (秋田県)（おいわけ）              |
| Stazione di Oiwake (Hokkaido)    | 追分駅 (北海道)（おいわけ）              |
| Stazione di Oiwake (Mie)         | 追分駅 (三重県)（おいわけ）              |
| Stazione di Oiwake (Shiga)       | 追分駅 (滋賀県)（おいわけ）              |
| Stazione di Oiwakeguchi          | 追分口駅（おいわけぐち）                 |
| Stazione di Ōizumi (Fukushima)   | 大泉駅 (福島県)（おおいずみ）            |
| Stazione di Ōizumi (Mie)         | 大泉駅 (三重県)（おおいずみ）            |
| Stazione di Ōizumi (Toyama)      | 大泉駅 (富山県)（おおいずみ）            |
| Stazione di Ōizumi-gakuen        | 大泉学園駅（おおいずみがくえん）         |
| Stazione di Ōja                  | 大蛇駅（おおじゃ）                       |
| Stazione di Ōji (Nara)           | 王寺駅（おうじ）                         |
| Stazione di Ōji (Tokyo)          | 王子駅（おうじ）                         |
| Stazione di Ōji-Kamiya           | 王子神谷駅（おうじかみや）               |
| Stazione di Ojikakōgen           | 男鹿高原駅（おじかこうげん）             |
| Stazione di Ōjikōen              | 王子公園駅（おうじこうえん）             |
| Stazione di Ōjima                | 大島駅 (東京都)（おおじま）              |
| Stazione di Ojimaya              | 小島谷駅（おじまや）                     |
| Stazione di Ojiya                | 小千谷駅（おぢや）                       |
| Stazione di Ōjiyama              | 皇子山駅（おうじやま）                   |

### Ok - Or
| Stazione di Oka                   | 岡駅（おか）                                           |
| Stazione di Ōka                   | 相可駅（おうか）                                       |
| Stazione di Okaba                 | 岡場駅（おかば）                                       |
| Stazione di Okabana               | 岡花駅（おかばな）                                     |
| Stazione di Okabe                 | 岡部駅（おかべ）                                       |
| Stazione di Okachimachi           | 御徒町駅（おかちまち）                                 |
| Stazione di Okada (Ehime)         | 岡田駅 (愛媛県)（おかだ）                              |
| Stazione di Okada (Kagawa)        | 岡田駅 (香川県)（おかだ）                              |
| Stazione di Okadaura              | 岡田浦駅（おかだうら）                                 |
| Stazione di Okadera               | 岡寺駅（おかでら）                                     |
| Stazione di Okadomekōfuku         | おかどめ幸福駅（おかどめこうふく）                     |
| Stazione di Ōkaidō                | 大街道駅（おおかいどう）                               |
| Stazione di Ōkama                 | 大釜駅（おおかま）                                     |
| Stazione di Okamachi              | 岡町駅（おかまち）                                     |
| Stazione di Okami                 | 岡見駅（おかみ）                                       |
| Stazione di Okamoto (Hyōgo)       | 岡本駅 (兵庫県)（おかもと）                            |
| Stazione di Okamoto (Kagawa)      | 岡本駅 (香川県)（おかもと）                            |
| Stazione di Okamoto (Tochigi)     | 岡本駅 (栃木県)（おかもと）                            |
| Stazione di Ōkaribe               | 大狩部駅（おおかりべ）                                 |
| Stazione di Okashinai             | 笑内駅（おかしない）                                   |
| Stazione di Ōkawa Dam kōen        | 大川ダム公園駅（おおかわだむこうえん）                 |
| Stazione di Ōkawa                 | 大川駅（おおかわ）                                     |
| Stazione di Ōkawachi              | 大河内駅（おおかわち）                                 |
| Stazione di Ōkawadai              | 大川平駅（おおかわだい）                               |
| Stazione di Ōkawano               | 大川野駅（おおかわの）                                 |
| Stazione di Ōkawara               | 大河原駅 (京都府)（おおかわら）                        |
| Stazione di Okaya                 | 岡谷駅（おかや）                                       |
| Stazione di Okayama               | 岡山駅（おかやま）                                     |
| Stazione di Okayamaekimae         | 岡山駅前駅（おかやまえきまえ）                         |
| Stazione di Okazaki               | 岡崎駅（おかざき）                                     |
| Stazione di Okazakikōenmae        | 岡崎公園前駅（おかざきこうえんまえ）                   |
| Stazione di Okegawa               | 桶川駅（おけがわ）                                     |
| Stazione di Ōki                   | 大城駅（おおき）                                       |
| Stazione di Okimatsushima         | 沖松島駅（おきまつしま）                               |
| Stazione di Okinashima            | 翁島駅（おきなしま）                                   |
| Stazione di Ōkishi                | 大岸駅（おおきし）                                     |
| Stazione di Okitsu                | 興津駅（おきつ）                                       |
| Stazione di Okkawa                | 乙川駅（おっかわ）                                     |
| Stazione di Okoba                 | 大畑駅（おこば）                                       |
| Stazione di Oku (Okayama)         | 邑久駅（おく）                                         |
| Stazione di Oku (Tokyo)           | 尾久駅（おく）                                         |
| Stazione di Okuani                | 奥阿仁駅（おくあに）                                   |
| Stazione di Ōkubo (Akita)         | 大久保駅 (秋田県)（おおくぼ）                          |
| Stazione di Ōkubo (Hyogo)         | 大久保駅 (兵庫県)（おおくぼ）                          |
| Stazione di Ōkubo (Kyoto)         | 大久保駅 (京都府)（おおくぼ）                          |
| Stazione di Ōkubo (Tokyo)         | 大久保駅 (東京都)（おおくぼ）                          |
| Stazione di Okuchō                | 奥町駅（おくちょう）                                   |
| Stazione di Okuda                 | 奥田駅（おくだ）                                       |
| Stazione di Okudōkai              | 奥洞海駅（おくどうかい）                               |
| Stazione di Okuhamanako           | 奥浜名湖駅（おくはまなこ）                             |
| Stazione di Okuizumi              | 奥泉駅（おくいずみ）                                   |
| Stazione di Ōkuki                 | 大久喜駅（おおくき）                                   |
| Stazione di Ōkuma                 | 逢隈駅（おおくま）                                     |
| Stazione di Okunai                | 奥内駅（おくない）                                     |
| Stazione di Okunakayama-Kōgen     | 奥中山高原駅（おくなかやまこうげん）                   |
| Stazione di Okunikkawa            | 奥新川駅（おくにっかわ）                               |
| Stazione di Okunoyahama           | 奥野谷浜駅（おくのやはま）                             |
| Stazione di Okuōikojō             | 奥大井湖上駅（おくおおいこじょう）                     |
| Stazione di Ōkuradani             | 大蔵谷駅（おおくらだに）                               |
| Stazione di Ōkurayama (Hyogo)     | 大倉山駅 (兵庫県)（おおくらやま）                      |
| Stazione di Ōkurayama (Kanagawa)  | 大倉山駅 (神奈川県)（おおくらやま）                    |
| Stazione di Ōkusa                 | 大草駅（おおくさ）                                     |
| Stazione di Okusawa               | 奥沢駅（おくさわ）                                     |
| Stazione di Okutama               | 奥多摩駅（おくたま）                                   |
| Stazione di Ōkuwa (Nagano)        | 大桑駅 (長野県)（おおくわ）                            |
| Stazione di Ōkuwa (Tochigi)       | 大桑駅 (栃木県)（おおくわ）                            |
| Stazione di Ōma                   | 大間駅（おおま）                                       |
| Stazione di Ōmachi (Chiba)        | 大町駅 (千葉県)（おおまち）                            |
| Stazione di Ōmachi (Hiroshima)    | 大町駅 (広島県)（おおまち）                            |
| Stazione di Ōmachi (Astram Line)  | 大町駅 (広島県)（おおまち）                            |
| Stazione di Ōmachi (Kagawa)       | 大町駅 (香川県)（おおまち）                            |
| Stazione di Ōmachi (Saga)         | 大町駅 (佐賀県)（おおまち）                            |
| Stazione di Ōmachi (Toyama)       | 大町駅 (富山県)（おおまち）                            |
| Stazione di Ōmae                  | 大前駅（おおまえ）                                     |
| Stazione di Omaeda                | 小前田駅（おまえだ）                                   |
| Stazione di Ōmagari (Akita)       | 大曲駅 (秋田県)（おおまがり）                          |
| Stazione di Ōmagari (Aomori)      | 大曲駅 (青森県)（おおまがり）                          |
| Stazione di Ōmagoshi              | 大間越駅（おおまごし）                                 |
| Stazione di Ōmama                 | 大間々駅（おおまま）                                   |
| Stazione di Omata                 | 小俣駅 (栃木県)（おまた）                              |
| Stazione di Omatsu                | 尾松駅（おまつ）                                       |
| Stazione di Ombara                | 乙原駅 (島根県)（おんばら）                            |
| Stazione di Ombetsu               | 音別駅（おんべつ）                                     |
| Stazione di Ōme                   | 青梅駅（おうめ）                                       |
| Stazione di Ōmekaidō              | 青梅街道駅（おうめかいどう）                           |
| Stazione di Ōmi (Niigata)         | 青海駅 (新潟県)（おうみ）                              |
| Stazione di Ōmi (Aichi)           | 大海駅（おおみ）                                       |
| Stazione di Ōmika                 | 大甕駅（おおみか）                                     |
| Stazione di Ōminato               | 大湊駅（おおみなと）                                   |
| Stazione di Ōmisaki               | 大三東駅（おおみさき）                                 |
| Stazione di Ōmi-Hachiman          | 近江八幡駅（おうみはちまん）                           |
| Stazione di Ōmi-Imazu             | 近江今津駅（おうみいまづ）                             |
| Stazione di Ōmi-Maiko             | 近江舞子駅（おうみまいこ）                             |
| Stazione di Ōmi-Nagaoka           | 近江長岡駅（おうみながおか）                           |
| Stazione di Ōmi-Nakashō           | 近江中庄駅（おうみなかしょう）                         |
| Stazione di Ōmi-Shiotsu           | 近江塩津駅（おうみしおつ）                             |
| Stazione di Ōmi-Takashima         | 近江高島駅（おうみたかしま）                           |
| Stazione di Omigawa               | 小見川駅（おみがわ）                                   |
| Stazione di Ōmigawa               | 青海川駅（おうみがわ）                                 |
| Stazione di Ōmijingūmae           | 近江神宮前駅（おうみじんぐうまえ）                     |
| Stazione di Ōmitsu                | 大三駅（おおみつ）                                     |
| Stazione di Ōmiya (Kyoto)         | 大宮駅 (京都府)（おおみや）                            |
| Stazione di Ōmiya (Saitama)       | 大宮駅 (埼玉県)（おおみや）                            |
| Ōmiyakōen                         | 大宮公園駅（おおみやこうえん）                         |
| Stazione di Ōmizo                 | 大溝駅（おおみぞ）                                     |
| Stazione di Omochanomachi         | おもちゃのまち駅                                       |
| Stazione di Omoigawa              | 思川駅（おもいがわ）                                   |
| Stazione di Omokagebashi          | 面影橋駅（おもかげばし）                               |
| Stazione di Omori (Shizuoka)      | 尾盛駅（おもり）                                       |
| Stazione di Ōmori (Shizuoka)      | 大森駅 (静岡県)（おおもり）                            |
| Stazione di Ōmori (Tokyo)         | 大森駅 (東京都)（おおもり）                            |
| Stazione di Ōmori-Kinjōgakuin-mae | 大森・金城学院前駅（おおもり・きんじょうがくいんまえ） |
| Stazione di Ōmoridai              | 大森台駅（おおもりだい）                               |
| Stazione di Ōmorikaigan           | 大森海岸駅（おおもりかいがん）                         |
| Stazione di Ōmorimachi            | 大森町駅（おおもりまち）                               |
| Stazione di Omoromachi            | おもろまち駅                                           |
| Stazione di Omoshiroyama-Kōgen    | 面白山高原駅（おもしろやまこうげん）                   |
| Stazione di Omotesandō            | 表参道駅（おもてさんどう）                             |
| Stazione di Omoto (Iwate)         | 小本駅 (岩手県)（おもと）                              |
| Stazione di Ōmoto (Okayama)       | 大元駅（おおもと）                                     |
| Stazione di Ōmura (Hyogo)         | 大村駅 (兵庫県)（おおむら）                            |
| Stazione di Ōmura (Nagasaki)      | 大村駅 (長崎県)（おおむら）                            |
| Stazione di Omurai                | 小村井駅（おむらい）                                   |
| Stazione di Omurajinjamae         | 小村神社前駅（おむらじんじゃまえ）                     |
| Stazione di Ōmuro                 | 大室駅（おおむろ）                                     |
| Stazione di Omuro-Ninnaji         | 御室仁和寺駅（おむろにんなじ）                         |
| Stazione di Ōmuta                 | 大牟田駅（おおむた）                                   |
| Stazione di Ona                   | 尾奈駅（おな）                                         |
| Stazione di Onagawa               | 女川駅（おながわ）                                     |
| Stazione di Onahama               | 小名浜駅（おなはま）                                   |
| Stazione di Ōnaka                 | 大中駅（おおなか）                                     |
| Stazione di Ōnakayama             | 大中山駅（おおなかやま）                               |
| Stazione di Onarimon              | 御成門駅（おなりもん）                                 |
| Stazione di Onda                  | 恩田駅（おんだ）                                       |
| Stazione di Ongagawa              | 遠賀川駅（おんががわ）                                 |
| Stazione di Ongano                | 遠賀野駅（おんがの）                                   |
| Stazione di Onigase               | 鬼瀬駅（おにがせ）                                     |
| Stazione di Onigoe                | 鬼越駅（おにごえ）                                     |
| Stazione di Ōnishi                | 大西駅（おおにし）                                     |
| Stazione di Ōniwa                 | 大庭駅（おおにわ）                                     |
| Stazione di Onizuka               | 鬼塚駅（おにづか）                                     |
| Stazione di Onji                  | 恩智駅（おんぢ）                                       |
| Stazione di Onjuku                | 御宿駅（おんじゅく）                                   |
| Stazione di Onnenai               | 恩根内駅（おんねない）                                 |
| Stazione di Ōno (Fukushima)       | 大野駅（おおの）                                       |
| Stazione di Ono (Hyogo)           | 小野駅 (兵庫県)（おの）                                |
| Stazione di Ono (Kyoto)           | 小野駅 (京都府)（おの）                                |
| Stazione di Ono (Nagano)          | 小野駅 (長野県)（おの）                                |
| Stazione di Ono (Shiga)           | 小野駅 (滋賀県)（おの）                                |
| Stazione di Onobori               | 尾登駅（おのぼり）                                     |
| Stazione di Onoda                 | 小野田駅（おのだ）                                     |
| Stazione di Ōnodai                | 大野台駅（おおのだい）                                 |
| Stazione di Onodakō               | 小野田港駅（おのだこう）                               |
| Stazione di Onoekōkōmae           | 尾上高校前駅（おのえこうこうまえ）                     |
| Stazione di Onoenomatsu           | 尾上の松駅（おのえのまつ）                             |
| Stazione di Onogami               | 小野上駅（おのがみ）                                   |
| Stazione di Onogamionsen          | 小野上温泉駅（おのがみおんせん）                       |
| Stazione di Ōnogō                 | 多ノ郷駅（おおのごう）                                 |
| Stazione di Ōnohara               | 大野原駅（おおのはら）                                 |
| Stazione di Onohommachi           | 小野本町駅（おのほんまち）                             |
| Stazione di Ōnojō                 | 大野城駅（おおのじょう）                               |
| Stazione di Onomachi              | 小野町駅（おのまち）                                   |
| Stazione di Ōnomachi              | 大野町駅（おおのまち）                                 |
| Stazione di Onomichi              | 尾道駅（おのみち）                                     |
| Stazione di Ononiimachi           | 小野新町駅（おのにいまち）                             |
| Stazione di Onoppunai             | 雄信内駅（おのっぷない）                               |
| Stazione di Ōnori                 | 大乗駅（おおのり）                                     |
| Stazione di Ōnoshimo              | 大野下駅（おおのしも）                                 |
| Stazione di Ōnoura                | 大野浦駅（おおのうら）                                 |
| Stazione di Onoya                 | 小野屋駅（おのや）                                     |
| Stazione di Ōnoyamakōen           | 奥武山公園駅（おうのやまこうえん）                     |
| Stazione di Ontakesan             | 御嶽山駅（おんたけさん）                               |
| Stazione di Onuka                 | 小奴可駅（おぬか）                                     |
| Stazione di Ōnuki                 | 大貫駅（おおぬき）                                     |
| Stazione di Ōnuma                 | 大沼駅 (北海道)（おおぬま）                            |
| Stazione di Ōnumakōen             | 大沼公園駅（おおぬまこうえん）                         |
| Stazione di Ōoka (Miyagi)         | 大岡駅 (宮城県)（おおおか）                            |
| Stazione di Ōoka (Shizuoka)       | 大岡駅 (静岡県)（おおおか）                            |
| Stazione di Ōokashōmae            | 大岡小前駅（おおおかしょうまえ）                       |
| Stazione di Ōokayama              | 大岡山駅（おおおかやま）                               |
| Stazione di Oppama                | 追浜駅（おっぱま）                                     |
| Stazione di Orange Town           | オレンジタウン駅                                       |
| Stazione di Oribe                 | 織部駅（おりべ）                                       |
| Stazione di Origuchi              | 折口駅（おりぐち）                                     |
| Stazione di Orihara               | 折原駅（おりはら）                                     |
| Stazione di Orihata               | おりはた駅 (おりはた)                                  |
| Stazione di Orii                  | 折居駅（おりい）                                       |
| Stazione di Orikabe               | 折壁駅（おりかべ）                                     |
| Stazione di Orikasa               | 織笠駅（おりかさ）                                     |
| Stazione di Orimoto               | 折本駅（おりもと）                                     |
| Stazione di Orio                  | 折尾駅（おりお）                                       |
| Stazione di Oritate               | 下立駅（おりたて）                                     |
| Stazione di Oritateguchi          | 下立口駅（おりたてぐち）                               |
| Stazione di Oriwatari             | 折渡駅（おりわたり）                                   |
| Stazione di Oroku                 | 小禄駅（おろく）                                       |
| Stazione di Oroshimachi           | 卸町駅（おろしまち）                                   |
| Stazione di Oryūzako              | 折生迫駅（おりゅうざこ）                               |

### Os - Oz
| Stazione di Osa                    | 長駅（おさ）                                     |
| Stazione di Osafune                | 長船駅（おさふね）                               |
| Stazione di Ōsaka                  | 大阪駅（おおさか）                               |
| Stazione di Ōsaka Abenobashi       | 大阪阿部野橋駅（おおさかあべのばし）             |
| Stazione di Osaka Airport          | 大阪空港駅（おおさかくうこう）                   |
| Stazione di Osakabe                | 刑部駅（おさかべ）                               |
| Stazione di Osaka Business Park    | 大阪ビジネスパーク駅（おおさかびじねすぱーく）   |
| Stazione di Osaka Freight Terminal | 大阪貨物ターミナル駅（おおさかかもつたーみなる） |
| Stazione di Ōsakajō-kitazume       | 大阪城北詰駅（おおさかじょうきたづめ）           |
| Stazione di Osakajōkōen            | 大阪城公園駅（おおさかじょうこうえん）           |
| Stazione di Ōsakakō                | 大阪港駅（おおさかこう）                         |
| Stazione di Ōsaka-Kyōikudai-mae    | 大阪教育大前駅（おおさかきょういくだいまえ）     |
| Stazione di Ōsaka Namba            | 大阪難波駅（おおさかなんば）                     |
| Stazione di Ōsakasayamashi         | 大阪狭山市駅（おおさかさやまし）                 |
| Ōsaka-Temmangū                     | 大阪天満宮駅（おおさかてんまんぐう）             |
| Stazione di Ōsaka Uehommachi       | 大阪上本町駅（おおさかうえほんまち）             |
| Stazione di Ōsaki                  | 大崎駅（おおさき）                               |
| Stazione di Ōsaki-Hirokōji         | 大崎広小路駅（おおさきひろこうじ）               |
| Stazione di Ōsakura                | 大佐倉駅（おおさくら）                           |
| Stazione di Osamunai               | 納内駅（おさむない）                             |
| Stazione di Osashima               | 筬島駅（おさしま）                               |
| Stazione di Ōsato                  | 大里駅（おおさと）                               |
| Stazione di Osatsu                 | 長都駅（おさつ）                                 |
| Stazione di Osatsunai              | 於札内駅（おさつない）                           |
| Stazione di Ōsawa (Niigata)        | 大沢駅 (新潟県)（おおさわ）                      |
| Stazione di Ōsawa (Yamagata)       | 大沢駅 (山形県)（おおさわ）                      |
| Stazione di Oshamambe              | 長万部駅（おしゃまんべ）                         |
| Stazione di Oshiage                | 押上駅（おしあげ）                               |
| Stazione di Oshibedani             | 押部谷駅（おしべだに）                           |
| Stazione di Ōshida                 | 大志田駅（おおしだ）                             |
| Stazione di Oshikado               | 押角駅（おしかど）                               |
| Stazione di Oshikiri               | 押切駅（おしきり）                               |
| Stazione di Oshima                 | 小島駅（おしま）                                 |
| Stazione di Ōshima                 | 大島駅 (岐阜県)（おおしま）                      |
| Stazione di Oshima-Numajiri        | 渡島沼尻駅（おしまぬまじり）                     |
| Stazione di Oshima-Ōno             | 渡島大野駅（おしまおおの）                       |
| Stazione di Oshima-Sawara          | 渡島砂原駅（おしまさわら）                       |
| Stazione di Oshima-Tōbetsu         | 渡島当別駅（おしまとうべつ）                     |
| Stazione di Oshima-Tsuruoka        | 渡島鶴岡駅（おしまつるおか）                     |
| Stazione di Oshimi                 | 忍海駅（おしみ）                                 |
| Stazione di Ōshimizu               | 大清水駅（おおしみず）                           |
| Stazione di Oshino                 | 押野駅（おしの）                                 |
| Stazione di Ōshinozuchō            | 大篠津町駅（おおしのづちょう）                   |
| Stazione di Ōshio (Fukui)          | 王子保駅（おうしお）                             |
| Stazione di Ōshio (Hyogo)          | 大塩駅（おおしお）                               |
| Stazione di Oshioe                 | 小塩江駅（おしおえ）                             |
| Stazione di Ōshirakawa             | 大白川駅（おおしらかわ）                         |
| Stazione di Oshironai              | 尾白内駅（おしろない）                           |
| Stazione di Ōshō                   | 大庄駅（おおしょう）                             |
| Stazione di Ōshōji                 | 大小路駅（おおしょうじ）                         |
| Stazione di Osokinai               | 晩生内駅（おそきない）                           |
| Stazione di Ōsoneura               | 大曽根浦駅（おおそねうら）                       |
| Stazione di Ōsugi                  | 大杉駅（おおすぎ）                               |
| Stazione di Ōsukannon              | 大須観音駅（おおすかんのん）                     |
| Stazione di Ōsumi                  | 大住駅（おおすみ）                               |
| Stazione di Ōsumi-Natsui           | 大隅夏井駅（おおすみなつい）                     |
| Stazione di Ōsumi-Yokogawa         | 大隅横川駅（おおすみよこがわ）                   |
| Stazione di Ōsumi-Ōkawara          | 大隅大川原駅（おおすみおおかわら）               |
| Stazione di Ōta (Gunma)            | 太田駅 (群馬県)（おおた）                        |
| Stazione di Ōta (Kagawa)           | 太田駅 (香川県)（おおた）                        |
| Stazione di Otabayashi             | 小田林駅（おたばやし）                           |
| Stazione di Ōtabe                  | 太田部駅（おおたべ）                             |
| Stazione di Ōtagawa                | 太田川駅（おおたがわ）                           |
| Stazione di Ōtagiri                | 大田切駅（おおたぎり）                           |
| Stazione di Ōtagō                  | 大田郷駅（おおたごう）                           |
| Stazione di Ōtaguchi               | 大田口駅（おおたぐち）                           |
| Stazione di Otai                   | 小田井駅（おたい）                               |
| Stazione di Ōtake                  | 大竹駅（おおたけ）                               |
| Stazione di Ōtaki (Chiba)          | 大多喜駅（おおたき）                             |
| Stazione di Ōtaki (Yamagata)       | 大滝駅（おおたき）                               |
| Stazione di Ōtaki-Onsen            | 大滝温泉駅（おおたきおんせん）                   |
| Stazione di Ōtani (Shiga)          | 大谷駅 (滋賀県)（おおたに）                      |
| Stazione di Ōtani (Wakayama)       | 大谷駅 (和歌山県)（おおたに）                    |
| Stazione di Otanoshike             | 大楽毛駅（おたのしけ）                           |
| Stazione di Otaru                  | 小樽駅（おたる）                                 |
| Stazione di Otaruchikkō            | 小樽築港駅（おたるちっこう）                     |
| Stazione di Ōtemachi (Ehime)       | 大手町駅 (愛媛県)（おおてまち）                  |
| Stazione di Ōtemachi (Tokyo)       | 大手町駅 (東京都)（おおてまち）                  |
| Stazione di Ōtera                  | 大寺駅（おおてら）                               |
| Stazione di Ōto                    | 大戸駅（おおと）                                 |
| Stazione di Ōtoba (Fukui)          | 大鳥羽駅（おおとば）                             |
| Stazione di Ōtoba (Gifu)           | 大外羽駅（おおとば）                             |
| Stazione di Otobaru                | 乙原駅 (大分県)（おとばる）                      |
| Stazione di Otogawa                | 男川駅（おとがわ）                               |
| Stazione di Otoineppu              | 音威子府駅（おといねっぷ）                       |
| Stazione di Otokoyama-sanjō        | 男山山上駅（おとこやまさんじょう）               |
| Stazione di Otomaru                | 乙丸駅（おとまる）                               |
| Stazione di Otome                  | 乙女駅（おとめ）                                 |
| Stazione di Otomesaka              | 乙女坂駅（おとめさか）                           |
| Stazione di Otomo                  | 小友駅（おとも）                                 |
| Stazione di Ōtori                  | 鳳駅（おおとり）                                 |
| Stazione di Ōtorii                 | 大鳥居駅（おおとりい）                           |
| Stazione di Ōtoshi                 | 大歳駅（おおとし）                               |
| Stazione di Otoshibe               | 落部駅（おとしべ）                               |
| Stazione di Otōbashi               | 尾頭橋駅（おとうばし）                           |
| Stazione di Otowachō               | 音羽町駅（おとわちょう）                         |
| Stazione di Otozawa                | 音沢駅（おとざわ）                               |
| Stazione di Ōtsu                   | 大津駅（おおつ）                                 |
| Stazione di Ōtsuchi                | 大槌駅（おおつち）                               |
| Stazione di Ōtsuka                 | 大塚駅 (東京都)（おおつか）                      |
| Stazione di Ōtsuka-Teikyōdaigaku   | 大塚・帝京大学駅（おおつか・ていきょうだいがく） |
| Stazione di Ōtsuka-eki-mae         | 大塚駅前駅（おおつかえきまえ）                   |
| Stazione di Ōtsuki                 | 大月駅（おおつき）                               |
| Stazione di Ōtsukō                 | 大津港駅（おおつこう）                           |
| Stazione di Ōtsukyō                | 大津京駅（おおつきょう）                         |
| Stazione di Ōtsumachi              | 大津町駅（おおつまち）                           |
| Stazione di Ōtsuru                 | 大鶴駅（おおつる）                               |
| Stazione di Ottomo                 | 乙供駅（おっとも）                               |
| Stazione di Ōuchi                  | 大内駅（おおうち）                               |
| Stazione di Ōuchiyama              | 大内山駅（おおうちやま）                         |
| Stazione di Ōura                   | 大浦駅（おおうら）                               |
| Stazione di Owada                  | 大和田駅 (静岡県)（おわだ）                      |
| Stazione di Ōwada (Hokkaido)       | 大和田駅 (北海道)（おおわだ）                    |
| Stazione di Ōwada (Nara)           | 大輪田駅（おおわだ）                             |
| Stazione di Ōwada (Osaka)          | 大和田駅 (大阪府)（おおわだ）                    |
| Stazione di Ōwada (Saitama)        | 大和田駅 (埼玉県)（おおわだ）                    |
| Stazione di Ōwani                  | 大鰐駅（おおわに）                               |
| Stazione di Ōwanionsen             | 大鰐温泉駅（おおわにおんせん）                   |
| Stazione di Owariasahi             | 尾張旭駅（おわりあさひ）                         |
| Stazione di Owari-Hoshinomiya      | 尾張星の宮駅（おわりほしのみや）                 |
| Stazione di Owari-Ichinomiya       | 尾張一宮駅（おわりいちのみや）                   |
| Stazione di Owari-Morioka          | 尾張森岡駅（おわりもりおか）                     |
| Stazione di Owari-Seto             | 尾張瀬戸駅（おわりせと）                         |
| Stazione di Owari-Yokosuka         | 尾張横須賀駅（おわりよこすか）                   |
| Stazione di Owase                  | 尾鷲駅（おわせ）                                 |
| Stazione di Ōya (Gifu)             | 大矢駅（おおや）                                 |
| Stazione di Ōya (Nagano)           | 大屋駅（おおや）                                 |
| Stazione di Ōya-Kaigan             | 大谷海岸駅（おおやかいがん）                     |
| Stazione di Ōyabu                  | 大藪駅（おおやぶ）                               |
| Stazione di Ōyachi (Hokkaido)      | 大谷地駅（おおやち）                             |
| Stazione di Ōyachi (Mie)           | 大矢知駅（おおやち）                             |
| Stazione di Oyahana                | 親鼻駅（おやはな）                               |
| Stazione di Oyama                  | 小山駅（おやま）                                 |
| Stazione di Ōyama (Kagoshima)      | 大山駅 (鹿児島県)（おおやま）                    |
| Stazione di Ōyama (Tokyo)          | 大山駅 (東京都)（おおやま）                      |
| Stazione di Ōyama Cable            | 大山ケーブル駅（おおやまけーぶる）               |
| Stazione di Oyamada                | 小山田駅（おやまだ）                             |
| Stazione di Oyamadai               | 尾山台駅（おやまだい）                           |
| Stazione di Ōyamadera              | 大山寺駅 (神奈川県)（おおやまでら）              |
| Stazione di Ōyamazaki              | 大山崎駅（おおやまざき）                         |
| Stazione di Oyashirazu             | 親不知駅（おやしらず）                           |
| Stazione di Oyumino                | おゆみ野駅（おゆみの）                           |
| Stazione di Ōzai                   | 大在駅（おおざい）                               |
| Stazione di Ozaki                  | 尾崎駅（おざき）                                 |
| Stazione di Ozaku                  | 小作駅（おざく）                                 |
| Stazione di Ōzawanai               | 大沢内駅（おおざわない）                         |
| Stazione di Ōzeki (Fukui)          | 大関駅（おおぜき）                               |
| Stazione di Ōzeki (Fukuoka)        | 大堰駅（おおぜき）                               |
| Stazione di Ozekiyama              | 尾関山駅（おぜきやま）                           |
| Stazione di Ōzone                  | 大曽根駅（おおぞね）                             |
| Stazione di Ōzore                  | 大嵐駅（おおぞれ）                               |
| Stazione di Ōzuka                  | 大塚駅 (広島県)（おおづか）                      |
| Stazione di Ozuki                  | 小月駅（おづき）                                 |

### P
| Stazione di Pippu             | 比布駅（ぴっぷ）                       |
| Stazione di Port Terminal     | ポートターミナル駅（ぽーとたーみなる） |
| Stazione di Port Town-higashi | ポートタウン東駅（ぽーとたうんひがし） |
| Stazione di Port Town-nishi   | ポートタウン西駅（ぽーとたうんにし）   |